# 佐々木英治
佐々木 英治 (ささき えいじ, 1915年（大正4年）8月23日 - 2007年12月15日) は、日本の実業家。元宇部興産（現・UBE）代表取締役副社長、元テレビ山口社長。

## 経歴
山口県山口市生まれ。山口県立山口高等学校を経て京都帝国大学経済学部卒業。
1940年、沖ノ山炭鉱入社。1944年に宇部炭鉱が宇部興産と合併。1969年にテレビ山口株式会社取締役と宇部興産株式会社常務取締役を兼務。1983年宇部興産代表取締役副社長、1984年テレビ山口代表取締役社長に就任。宇部興産飲料と宇部ゴルフ観光の社長を歴任。山口テレメッセージ株式会社相談役も勤めた。

## 受賞歴
- 勲三等瑞宝章(現行の名称は瑞宝中綬章)を受賞　（1998年）